# Креатинфосфорная кислота
Креатинфосфорная кислота (креатинфосфат, фосфокреатин) — 2-[метил-(N'-фосфонокарбоимидоил)амино]уксусная кислота. Бесцветные кристаллы, растворимые в воде, легко гидролизуется с расщеплением фосфамидной связи N-P в кислой среде, устойчива в щелочной.
Кислота была открыта Филиппом и Грейс Эгглтонами из Кембриджского университета и независимо Сайрусом Фиске и Йеллапрагадой Суббарао из Гарвардской медицинской школы в 1927 году.
Лабораторный синтез — фосфорилирование креатина POCl3 в щелочной среде.
Креатинфосфат — продукт обратимого метаболического N-фосфорилирования креатина, являющийся, подобно АТФ, высокоэнергетическим соединением. Однако, в отличие от АТФ, гидролизуемой по пирофосфатной связи O-P, креатинфосфат гидролизуется по фосфамидной связи N-P, что обуславливает значительно больший энергетический эффект реакции. Так, при гидролизе изменение свободной энергии для креатина G0~ −43 кДж/моль, в то время как при гидролизе АТФ до АДФ G0~ −30.5 кДж/моль.
Креатинфосфат содержится преимущественно в возбудимых тканях (мышечная и нервная ткани) и его биологической функцией является поддержание постоянной концентрации АТФ за счёт обратимой реакции перефосфорилирования:
креатинфосфат + АДФ ⇔ креатин + АТФ
Эта реакция катализируется цитоплазматическими и митохондриальными ферментами-креатинкиназами; при расходе (и, соответственно, падении концентрации) АТФ, например, при сокращении клеток мышечной ткани, равновесие реакции сдвигается вправо, что ведёт к восстановлению нормальной концентрации АТФ.
Концентрация креатинфосфата в покоящейся мышечной ткани в 3-8 раз превышает концентрацию АТФ, что позволяет компенсировать расход АТФ во время кратких периодов мышечной активности, в период покоя при отсутствии мышечной активности в ткани идёт гликолиз и окислительное фосфорилирование АДФ в АТФ, в результате чего равновесие реакции смещается влево и концентрация креатинфосфата восстанавливается.
В тканях креатинфосфат подвергается самопроизвольному неферментативному гидролизу с циклизацией в креатинин, выводящийся с мочой, уровень выделения креатинина зависит от состояния организма, меняясь при патологических состояниях, и является диагностическим признаком.
Креатинфосфат является одним из фосфагенов — N-фосфорилированных производных гуанидина, являющихся энергетическим депо, обеспечивающим быстрый синтез АТФ. Так, у многих беспозвоночных (например, насекомых) роль фосфагена играет аргининфосфорная кислота, у некоторых кольчатых червей — N-фосфоломбрицин.